# Club des 33
Le Club des « 33 » est un club gastronomique belge fondé en 1933. Celui-ci cultive l’art de vivre, dans l’assiette autant qu’autour de la table.
Il a pour objet « de sauvegarder et de propager les traditions de la cuisine en honneur en Belgique, d’en développer le goût et d’en faciliter la pratique ».
Outre 33 membres titulaires, numérotés de 1 à 33 par ordre d’ancienneté, le Club compte également des membres d’honneur, des membres perpétuels et des membres stagiaires, tous recrutés par cooptation, en fonction de critères d’intérêt gastronomique et d’art de vivre. Les membres titulaires sont recrutés parmi les membres stagiaires ayant réussi un examen gastronomique et œnologique.
Le Club se réunit 20 fois par an, 10 fois lors d’un déjeuner et 10 fois lors d’un dîner. Chaque réunion est organisée par un membre qui en cette circonstance, porte le titre de « brigadier ». Le brigadier assume la responsabilité de choisir un restaurant, de composer un menu et de le présenter en justifiant ou expliquant son choix.
Ce club est le pendant belge du Club des Cent. Diverses personnalités belges comme Raymond Vaxelaire, Paul-Émile Janson, Eugène Flagey et Adolphe Max en ont été les présidents,,.